# 西鉄北九州線
北九州線（きたきゅうしゅうせん）は、かつて西日本鉄道（西鉄）が福岡県北九州市内で運行していた軌道路線の総称である。
北九州市内の門司区・小倉北区・八幡東区・八幡西区の市街地を東西に貫く北九州本線（きたきゅうしゅうほんせん）、小倉北区と戸畑区の中心部を結ぶ戸畑線（とばたせん）、戸畑区と八幡東区の中心部を結ぶ枝光線（えだみつせん）、小倉北区と小倉南区の北方地区を結ぶ北方線（きたがたせん）の4路線があったが、後述の北九州本線の一部以外は2000年（平成12年）までに全廃されている。
筑豊電気鉄道線の列車が乗り入れていた北九州本線の黒崎駅前 - 熊西間については同線の全廃と同時に筑豊電気鉄道が第二種鉄道事業者になり、西鉄は鉄道施設を保有する第三種鉄道事業者になったが、この第三種鉄道事業については2015年3月1日に会社分割により筑豊電気鉄道へ承継され、この時点で西鉄北九州線は名実ともに完全に消滅した。
門司築港が運営していた路線を委託された形で成立し、1936年（昭和11年）に廃止された田ノ浦線（たのうらせん）については、門司築港の項目を参照。

## 路線データ
いずれも特記がないものは廃止時のデータである。
- 路線距離（営業キロ）：北九州本線=29.4km（最大時）、戸畑線=5.5km、枝光線=4.8km、北方線=4.6km
- 軌間：北方線のみ1067mm、それ以外は1435mm
- 駅数（起終点駅含む）：北九州本線=55駅（最大時）、戸畑線=10駅、枝光線=9駅、北方線=12駅
- 複線区間：全線複線
- 電化区間：全線電化（直流600V）

## 歴史
当線は元来九州電気軌道の手によって、国際貿易港として栄えていた門司、旧城下町で商業の中心地小倉、八幡製鐵所が立地する工業都市八幡、交通の要衝地折尾など北九州地区の主要都市を連絡する、阪神電気鉄道に範を取った都市間高速電車（インターアーバン）として計画・建設された。
そのような事情から、当線では開業当初より社長である松方幸次郎の縁で阪神電鉄1形に準じた構造の当時としては大型・高速のボギー車である1形が使用され、以後も一般に完全な市内電車である福岡市内線よりも大出力・高速運転対応の車両が使用されていた。
最後まで残存した黒崎 - 折尾間を筆頭に専用軌道（新設軌道とも）の区間も多く、停留所間隔も長かったため、運行速度は路面電車としては比較的高速であった。
街道沿いの主要都市や集落を極力フォローすることを優先してルートが選定された結果、勾配も多い上に運行区間が非常に長い、という厳しい線路条件となったが、運行本数を増やしてフリークエントサービスに努めた結果、その利便性の良さと電気鉄道故の快適性もあって沿線住民から歓迎され、鹿児島本線電化まで長距離列車主体の国鉄鹿児島本線との棲み分けが成立していた。ただし長距離運転ゆえ高速性もある程度考慮されたとはいえ、急行運転は行なわれなかった。
また、専用軌道区間、特に富野 - 砂津間（小倉北区）の曲線区間では架線柱を斜めに建植する、阪神をはじめとする明治期のインターアーバンによく見られた古い様式の架線設備が最後まで残されており、煉瓦造りの橋脚が多く残されていた。
沿線に八幡製鉄所が存在したことから、支線区を含めて高度経済成長期には3交代制の同所の勤務形態に合わせた大量輸送能力が求められ、路面電車としては日本初となる3車体連接車を筆頭とする大型連接車群の大量導入が、1950年代後半以降実施された。その結果、モータリゼーションによる自動車渋滞と、これによる路面電車撤去論が吹き荒れた1970年代初頭の時期にさえ、所轄の小倉北警察署が先導して、円滑な市内交通のために、小倉市街での自動車一方通行の断行によって電車運行を最優先させるほどの輸送実績を上げていた。
しかしながら、1970年代前半以降は製鉄所の事業規模の縮小とモータリゼーションの進行で輸送需要が縮小、1980年代以降国鉄（JR九州）が近郊電車の高頻度運転や駅の新設などを開始したことで致命的打撃を受けた。1980年にモノレール建設に用地を提供する形で北方線が廃止、1985年10月に北九州本線の門司 - 砂津間と戸畑線、枝光線の全線が廃止され、1992年10月に北九州本線の併用軌道区間（砂津 - 黒崎駅前間）が全廃となる。黒崎駅前 - 折尾間は並行道路が存在せず代替が困難として最後まで残されたが、2000年に鹿児島本線黒崎 - 折尾間に陣原駅が新設されたのと引き替えに廃止された。かくして、鉄道事業者としての西日本鉄道の創業にかかる当線は事実上全廃となった。

### 年表
- 1906年（明治39年）6月1日 小倉軌道合名会社設立
- 1906年（明治39年）6月11日 小倉軌道、北方線（香春口 - 城野間）を馬車鉄道として開通
- 1907年（明治40年）2月23日 北方線（城野 - 北方間）開通
- 1908年（明治41年）12月17日 九州電気軌道（西日本鉄道の前身）設立
- 1911年（明治44年）6月5日 北九州本線（東本町 - 大蔵川間）開通
- 1912年（明治45年）7月1日 戸畑線が全線開通
- 1914年（大正3年）11月26日 北九州本線が全線開通
- 1918年（大正7年）1月14日 小倉軌道、小倉電気軌道に経営譲渡
- 1920年（大正9年）9月21日 北方線（香春口 - 北方間）電化開通
- 1923年（大正12年）11月13日 枝光線（中央区 - 枝光駅前間）開通
- 1923年（大正12年）12月20日 門司築港により、日ノ出町九丁目 - 田ノ浦間の路線開通
- 1928年（昭和3年）6月1日 枝光線（枝光駅前 - 牧山間）開通
- 1929年（昭和4年）11月26日 枝光線が全線開通
- 1932年（昭和7年）10月2日 北方線が全線開通（全路線開業）
- 1932年（昭和7年）10月18日 門司築港が運営していた路面電車の経営を九州電気軌道に委託、同社の田ノ浦線となる
- 1936年（昭和11年）1月10日 門司築港が委託していた田野浦線廃止
- 1942年（昭和17年）2月1日 九州電気軌道、小倉電気軌道を買収
- 1942年（昭和17年）9月19日 九州電気軌道、福博電車・九州鉄道・博多湾鉄道汽船・筑前参宮鉄道を陸上交通事業調整法により合併
- 1942年（昭和17年）9月22日 西日本鉄道に社名変更。母体会社は九州電気軌道（本社・小倉市砂津）だが、小倉地区への戦災を恐れ、本社を福岡市西新に移転
- 1953年（昭和28年）10月27日 北九州本線に連接車を導入
- 1956年（昭和31年）3月21日 筑豊電気鉄道線開業、北九州線の電車が乗り入れ
- 1961年（昭和36年） この年、一日の乗客がピークを迎える
- 1962年（昭和37年）12月1日 北九州本線に3連接車を導入
- 1970年（昭和45年）8月20日 北九州本線でワンマン運転開始
- 1976年（昭和51年） - 1977年（昭和52年） 福岡市内線からのワンマン車両大量転属により北九州線のツーメンボギー車は北方線を除き全車両廃車
- 1980年（昭和55年）11月1日 北方線廃止[3]
- 1985年（昭和60年）10月20日 戸畑線・枝光線・北九州線の一部（門司 - 砂津間）廃止[4]
- 1986年（昭和61年）6月16日 冷房車の導入開始
- 1992年（平成4年）10月25日 北九州本線の一部（砂津 - 黒崎駅前間）廃止[5]、西黒崎停留場を新設
- 1995年（平成7年）4月1日 北九州本線の運行業務を筑豊電気鉄道に委託[6]
- 1999年（平成11年）12月22日 北九州本線の黒崎駅前停留場が黒崎駅西地区再開発ビル1階に移転、黒崎車庫前停留場を廃止
- 2000年（平成12年）11月26日 北九州本線廃止[7]
- 2015年（平成27年）3月1日　黒崎駅前 - 熊西間を筑豊電気鉄道が承継[1]

#### 北九州本線
- 1911年（明治44年）6月5日 鎮西橋 - 大蔵川（三条 - 大蔵間） 開業
- 1911年（明治44年）7月15日 大蔵川 - 黒崎駅前 開業
- 1911年（明治44年）9月1日 東本町 - 鎮西橋 開業
- 1914年（大正3年）4月2日 門司 - 東本町 開業
- 1914年（大正3年）6月25日 黒崎駅前 - 折尾 開業（全線開通）
- 1985年（昭和60年）10月20日 門司 - 砂津 廃止[4]
- 1992年（平成4年）10月25日 砂津 - 黒崎駅前 廃止[5]
- 2000年（平成12年）11月26日 黒崎駅前 - 折尾 （軌道線として）廃止[7]。筑豊電気鉄道が旅客運送を行う第二種鉄道事業者、西日本鉄道が線路を保有する第三種鉄道事業者となって黒崎駅前 - 熊西間を開業
- 2015年（平成27年）3月1日　黒崎駅前 - 熊西間を筑豊電気鉄道が承継（筑豊電気鉄道が旅客運送・保有とも行う第一種鉄道事業者となる）[1]

#### 戸畑線
- 1912年（明治45年）7月1日 全線開業
- 1985年（昭和60年）10月20日 全線廃止[4]

#### 枝光線
- 1923年（大正12年）11月13日 中央町 - 枝光駅前 開業
- 1928年（昭和3年）6月1日 枝光駅前 - 牧山 開業
- 1929年（昭和4年）5月31日 牧山 - 沖台通 開業
- 1929年（昭和4年）11月26日 沖台通 - 幸町 開業（全線開通）
- 1985年（昭和60年）10月20日 全線廃止[4]

#### 北方線
北方線は九州電気軌道による開業ではなく、小倉軌道による馬車鉄道として開業した路線を小倉電気軌道に譲渡して電化し、のちに九州電気軌道による小倉電気軌道の吸収合併を経て西鉄北九州線の一路線となった。軌間は1067mm（狭軌）であり、1435mm（標準軌）の北九州線他路線との直通は不可能で、北方線専用の車両が用いられた。
- 1906年（明治39年）6月11日 香春口 - 城野 開業（馬車鉄道）
- 1907年（明治40年）2月23日 城野 - 北方 開業（馬車鉄道）
- 1920年（大正9年）9月21日 香春口 - 北方 改軌・電化
- 1927年（昭和2年）2月1日 旦過橋 - 香春口 開業
- 1932年（昭和7年）10月2日 魚町 - 旦過橋 開業（全線開通）
- 1958年（昭和33年）1月 連接車の運行を開始[8]
- 1980年（昭和55年）11月2日 全線廃止[3]（後に同区間に北九州モノレールが開業する）

## 車両

### 北九州線全体の特徴

#### 車両番号
車両番号は、1号から85号までが通し番号で、その後は新形式ごとに100の位で区分されていた。400形は4が「死」を連想させる忌み数として欠番とされた。
北方線も含めて北九州線オリジナル車両はゴシック体が使用されていたが、連接車のみローマン体を使用していた。66形も含め、福岡市内線廃止時に北九州線に入線した車両については、塗装変更を受けても福岡市内線時代のローマン体はそのままであった。またこのうち300形と500形は車番と車体側面の社紋が切り文字で処理されており、塗装処理が標準だった北九州線において異彩を放っていた。
前面の表記位置は窓下が標準だったが、600形の一部と3両連接車は窓上に表記し（福岡市内線と同じ）、他のボギー車も1976年からの塗装変更の際に順次窓上表記に改められた。

#### 塗装
1911年（明治44年）の開業時には黒一色だったが、廃線となるまでの89年の歴史で何度か塗装変更が行われた。600形の一部車両はそのすべての塗装を経験している。
- 1950年頃から上半分クリーム色、下半分濃い茶色のツートンカラーに変更。なお、北方線は廃止時までこの塗色であった。
- 1976年から上半分クリーム色、下半分オレンジ色のツートンカラーに変更（現在の西鉄タクシーの一部車両と同色）。
- 1980年から、えんじ色地に窓下クリーム色の帯に変更。
- 1986年から実施された冷房改造車は白色地にオレンジ・青の2色帯に変更（当時の市内急行用バス車両と同色）。

#### その他
ボギー車は後の改造で、進行方向左側の前面窓が2段上昇窓に、前面中央窓がHゴム支持になるなど印象が変化している（詳細は各形式の項を参照）。

### 北九州本線・戸畑線・枝光線
- 1形・35形 - 大半が福岡市内線に転属し100形となる。
- 66形
- 100形
- 200形
- 300形（2代） - 福岡市内線から転属。
- 500形 - 13m級大型車、最後までワンマン化されず。501・502・504は広島電鉄に譲渡されて600形となり、旧502が602として現役。
- 561形 - 福岡市内線から転属（561 - 593）。
- 600形 - 廃止時の北九州線の主力。621は香椎花園内のレトロ電車パークに保存されていたが、閉園後は北九州線車両保存会の保存車両ヤード福岡[注 6]に移動の上保存されている。
- 1000形 - 2車体または3車体連接車。最多時は64編成が使用された。
  - 福岡市内線向け1001形連接車の一部が一時的に北九州線で使用された際には、福岡市内線用番号に1000を加えた2000番台の番号が付与された（2011AB - 2015AB）。

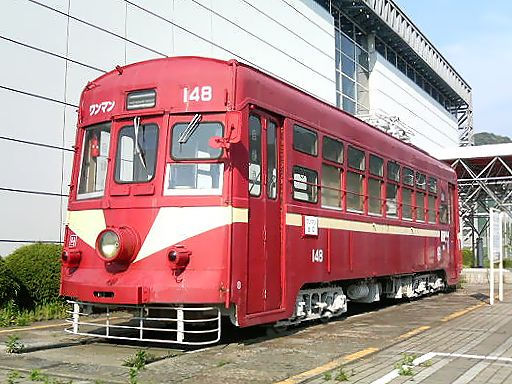
100形148
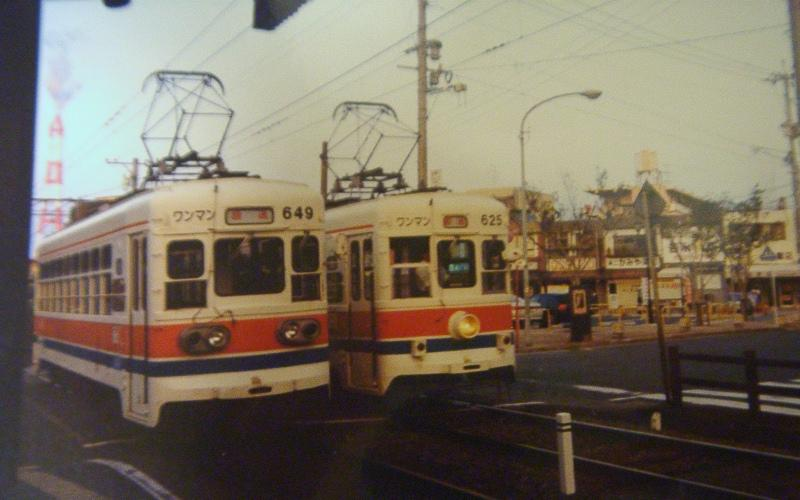
600形 筑豊電鉄萩原駅付近 検車等のため楠橋までの回送列車が運行されていた。
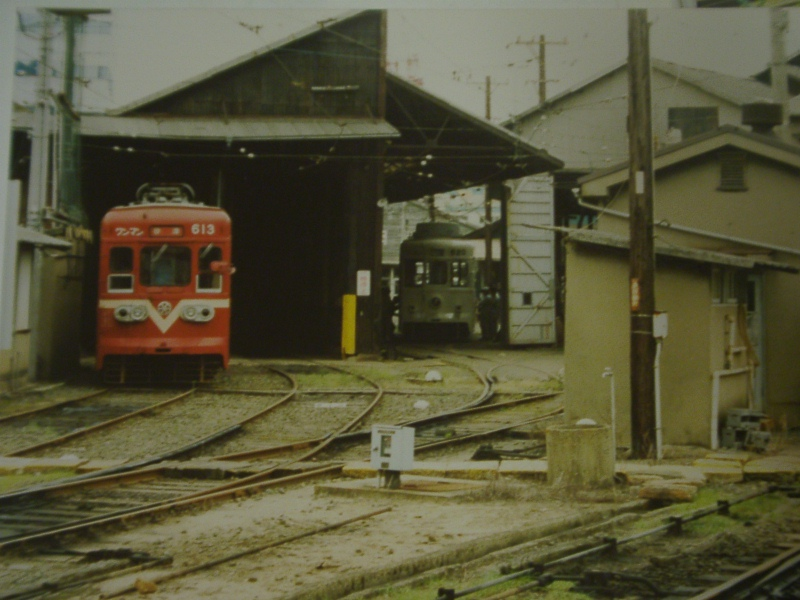
廃止前の砂津車庫
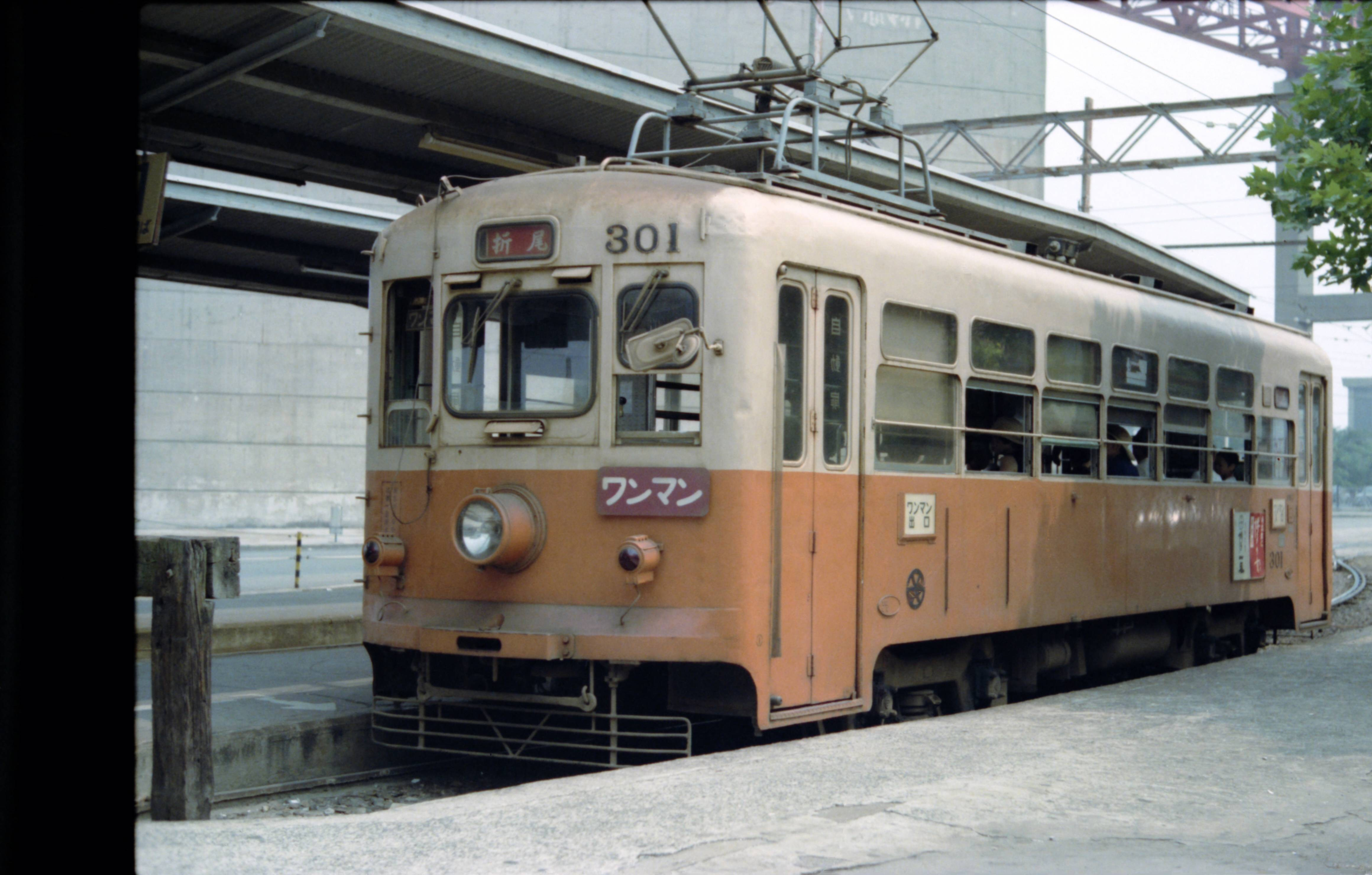
300形 1979年8月 戸畑停留場
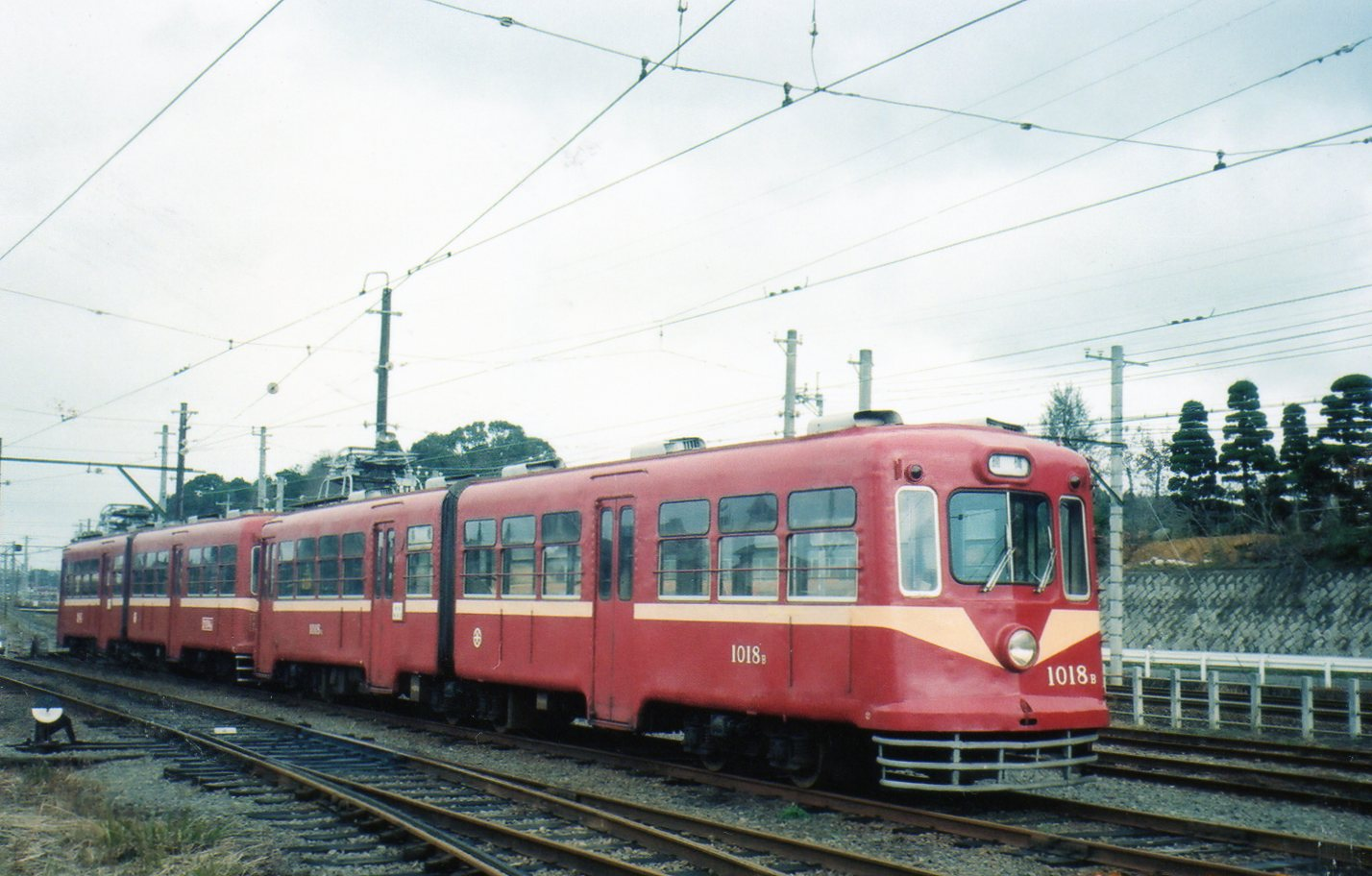
1000形1018AB。筑豊電鉄楠橋車庫（1999年）。後方は筑豊電鉄2100形。

筑豊電気鉄道の乗り入れは北九州線全廃時点まで行われており、それまでに筑豊電気鉄道に在籍していた全形式が乗り入れていた。詳しくは、「筑豊電気鉄道#車両」の項目を参照。
戦後は福岡市内線との間で多くの車両移動が行われている。また、特殊な例として、「わっしょい百万夏まつり」の花電車として、1988年より1992年まで鹿児島市交通局20形電車と長崎電気軌道87形電車を借り入れて運行した。これら2形式も元は西鉄福岡市内線の車両であった。
電車の向きは、戸畑線・枝光線の廃止以前は、線形の関係で運用中に方向転換を生じることもあり、ボギー車・連接車とも統一されていなかったが、1985年の戸畑線・枝光線の廃止以降は、ボギー車は折尾方がパンタグラフ側、連接車は砂津方がA車となるよう統一（但しボギー車と連接車のパンタグラフ位置は逆になる）された。
他事業者に譲渡された車両として、2019年7月現在、長崎電気軌道で元23（現・168）、筑豊電気鉄道で元1044A（現・2003C）、広島電鉄で元502（現・602）、熊本市交通局で元2014AB（現・5014AB）が現役で使用されている。

#### 車両数の変遷
| 年   | 66形 | 100形 | 300形 | 500形 | 600形 | 1000形 | 合計(冷房車) |
| ---- | ---- | ----- | ----- | ----- | ----- | ------ | ------------ |
| 1982 | 8    | 10    | 5     | 33    | 50    | 125    | 231(0)       |
| 1983 | 8    | 10    | 5     | 32    | 50    | 125    | 230(0)       |
| 1984 | 8    | 10    | 5     | 32    | 50    | 125    | 230(0)       |
| 1985 | 8    | 10    | 5     | 29    | 50    | 63     | 165(0)       |
| 1986 | 5    |       |       | 5     | 46    | 51     | 107(0)       |
| 1987 | 5    |       |       | 5     | 46    | 34     | 90(7)        |
| 1988 | 5    |       |       | 5     | 46    | 26     | 82(15)       |
| 1989 | 5    |       |       | 5     | 46    | 18     | 74(21)       |
| 1990 | 5    |       |       | 5     | 46    | 14     | 70(23)       |
| 1991 | 5    |       |       | 3     | 46    | 14     | 68(23)       |
| 1992 | 5    |       |       | 1     | 46    | 14     | 66(23)       |
| 1993 |      |       |       | 1     | 9     | 10     | 20(9)        |
| 1994 |      |       |       |       | 9     | 10     | 19(9)        |
| 1995 |      |       |       |       | 9     | 10     | 19(9)        |
| 1996 |      |       |       |       | 9     | 8      | 17(9)        |
| 1997 |      |       |       |       | 9     | 8      | 17(9)        |
| 1998 |      |       |       |       | 9     | 8      | 17(9)        |
| 1999 |      |       |       |       | 7     | 8      | 15(7)        |
| 2000 |      |       |       |       | 7     | 4      | 11(7)        |

- 1982・83年は1月1日現在、84年以降は4月1日現在
- 『私鉄車両編成表』各年版、ジェー・アール・アール

### 北方線
- 300形（初代） - 小倉電気軌道から引き継いだ単車。
- 321形 - ボギー車。
- 323形 - ボギー車で軽量の丸型車体を採用、通称「馬面電車」。324は廃止後に土佐電気鉄道に譲渡され300形301となったが2008年に廃車、その後香椎花園内のレトロ電車パークに保存されていたが、閉園後は北九州線車両保存会の保存車両ヤード福岡[注 6]に移動の上保存されている。
- 331形 - 2両連接車。車体構造は323形に似るが、やや角張った印象。

電車の向きは、ボギー車は北方方がパンタグラフ側、連接車も北方方がA車であり、パンタグラフ位置は北方方に統一されていた。

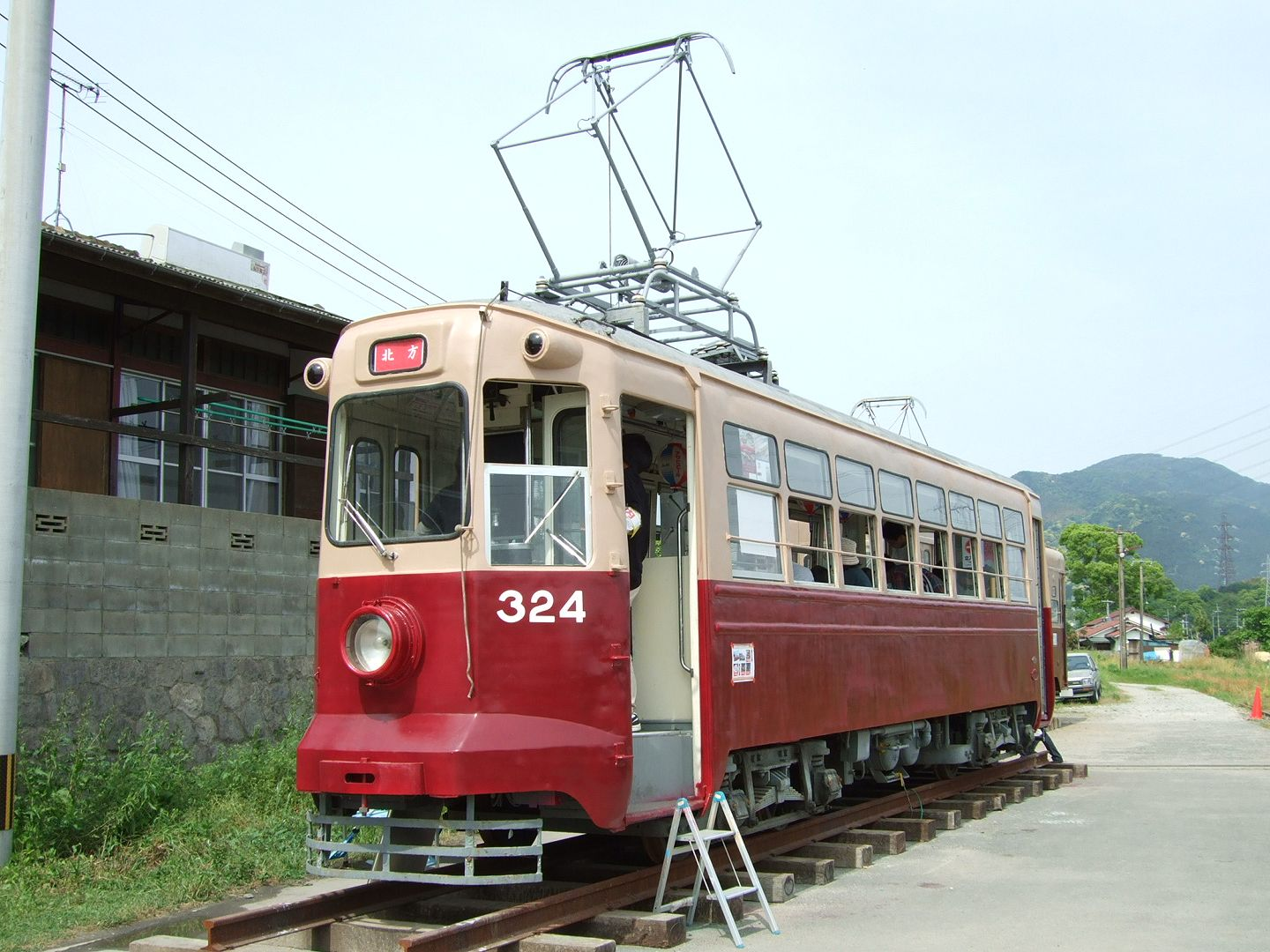
筑前山家駅構内に展示されていた頃の324（2008年撮影）
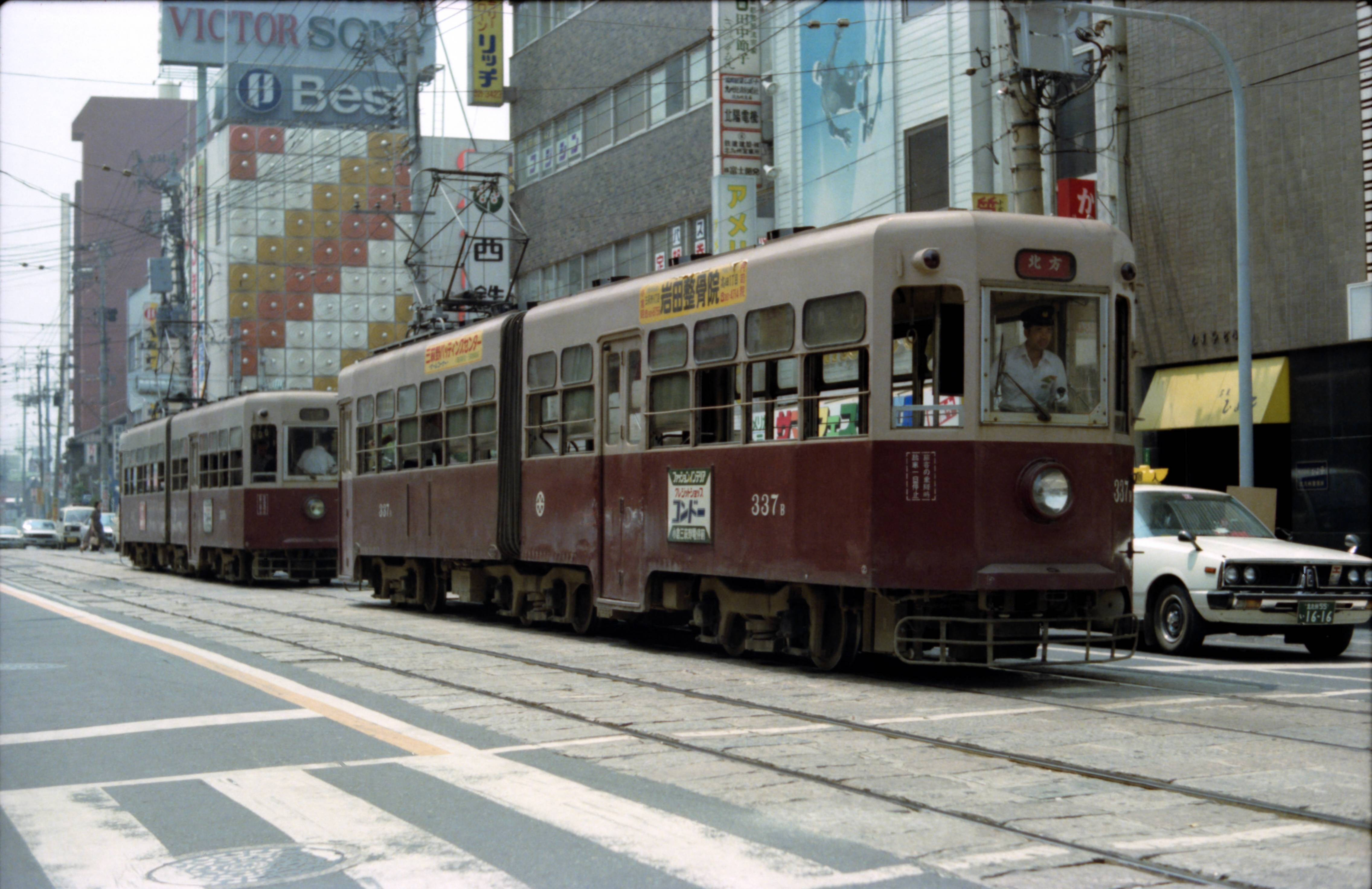
331形 魚町停留場付近（1979年8月撮影）

## 施設

### 車両基地
- 北九州本線・戸畑線・枝光線の車両基地は、砂津・黒崎・到津の3箇所にあった。このうち、到津車庫は1985年（昭和60年）10月の部分廃止時にバス営業所になった[注 9]。その後、砂津 - 黒崎駅前間廃止時に砂津車庫が閉鎖され、最後まで残ったのは黒崎車庫だった。
- 1956年（昭和31年）3月の筑豊電気鉄道線開通に伴い、北九州線車両の同線乗り入れが始まり、1959年（昭和34年）10月に同線に楠橋車庫が開設されると北九州線車両に楠橋車庫を入出庫とする運用も設定され、同車庫でも仕業検査などが行われるようになった[注 10]。
- 工場は、1992年（平成4年）10月までは砂津車庫に設けられていた。1992年（平成4年）10月の砂津 - 黒崎駅前間廃止以降は黒崎車庫に工場が設置された。
- このほか、戸畑線大門 - 日明間の沿線に西日本鉄道の傍系企業である九州車輌の工場があり[9]、戸畑線から分岐する入出場線も設けられ[9]、大掛かりな車両改造などは同社が施工した。同社工場の跡地は現在西鉄観光バス北九州支社・西鉄バス北九州青葉車庫となっている（青葉車庫は一時期西鉄バス北九州の青葉自動車営業所となった時期もあった）。
- 北方線の車両基地は北方車庫前停留場にあった。軌間が異なるため砂津工場への車両の直接入場は行われなかった。1980年（昭和55年）11月の北方線廃止後、北方車庫跡地はバス営業所となったが、その後このバス営業所も廃止となった。

### 停留場一覧
◇印は西鉄北九州線内他線との接続停留場。名称は廃止時点のもの。
北九州本線
門司（もじ） - 東本町（ひがしほんまち） - 鎮西橋（ちんぜいばし） - 桟橋通（さんばしどおり） - 広石（ひろいし） - 風師（かざし） - 葛葉（くずは） - 二タ松町（ふたまつちょう） - 片上（かたがみ） - 小森江（こもりえ） - 市立門司病院前（しりつもじびょういんまえ） - 大里東口（だいりひがしぐち） - 大里（だいり） - 門司駅前（もじえきまえ） - 原町（はらまち） - 社ノ木（しゃのき） - 新町（しんまち） - 赤坂（あかさか） - 上富野三丁目（かみとみのさんちょうめ） - 上富野一丁目（かみとみのいっちょうめ） - ◇砂津（すなつ） - 米町（こめまち） - 小倉駅前（こくらえきまえ） - ◇魚町（うおまち） - 室町（むろまち） - ◇大門（だいもん） - 竪町（たてまち） - 金田（かなだ） - 下到津（しもいとうづ） - 歯科大学前（しかだいがくまえ） - 遊園前（ゆうえんまえ） - 遊園前バス営業所（ゆうえんまえばすえいぎょうしょ） - 昭和（しょうわ） - 七条（しちじょう） - 荒生田（あろうだ） - 三条（さんじょう） - 大蔵（おおくら） - 上本町（かみほんまち） - ◇中央町 - 春の町（はるのまち） - 尾倉（おぐら） - 八幡駅前（やはたえきまえ） - 製鉄西門前（せいてつにしもんまえ） - 前田（まえだ） - 桃園（ももぞの） - 陣山（じんやま） - 紅梅（こうばい） - 藤田（ふじた） - 黒崎駅前（くろさきえきまえ） - 黒崎車庫前（くろさきしゃこまえ） - 西黒崎（にしくろさき） - 熊西（くまにし） - 皇后崎（こうがさき） - 陣の原（じんのはる） - 折尾東口（おりおひがしぐち） - 折尾（おりお）
戸畑線
◇大門 - 日明（ひあがり） - 日明西口（ひあがりにしぐち） - 中井口（なかいぐち） - 中原（なかばる） - 工大前（こうだいまえ） - 三六（さんろく） - ◇幸町（さいわいまち） - 元宮町（もとみやちょう） - 戸畑（とばた）
枝光線
◇中央町 - 中央町3※中央3丁目側 - 山王（さんのう） - 枝光本町（えだみつほんまち） - 枝光駅前（えだみつえきまえ） - 荒手（あらて） - 牧山（まきやま） - 沖台通（おきだいどおり） - 浅生（あそう） - ◇幸町
北方線
◇魚町 - 旦過橋（たんがばし） - 市立小倉病院前（しりつこくらびょういんまえ） - 香春口（かわらぐち） - 三萩野（みはぎの） - 片野（かたの） - 城野駅前（じょうのえきまえ） - 富士見町（ふじみちょう） - 城野（じょうの） - 北方車庫前（きたがたしゃこまえ） - 北方一丁目（きたがたいっちょうめ） - 北方（きたがた）

### 施設の特徴
- 門司停留場・戸畑停留場は、それぞれ国鉄門司駅・戸畑駅とは大きく離れていた。JR門司港駅の最寄りの停留場は桟橋通停留場である。
- 戸畑停留場は、若戸渡船戸畑渡場の道路を挟んですぐ前に位置していた[注 11]。
- 北九州線・北方線の魚町停留場は別々の場所にあり、線路幅が異なることもあり接続はしていなかった。
- 北九州線・枝光線の分岐点は門司方向・折尾方向双方に分岐していたため、中央町停留場は門司側と折尾側に一つずつ、さらに枝光線にも設置され、「中央町」停留場は都合三つ存在した（北九州線の二つの停留場は枝光線廃止後も両方残された）。
- 北九州線・戸畑線の大門付近は、Y字分岐のため北九州線の折尾方向から戸畑線に進むことはできなかった（その逆も同じ）。
- 各分岐点付近の道路端には、電車の発着を見ながら分岐器と信号を操作するため2階建ての操車所が設置されていたが、1960年代頃から分岐器操作の自動化が進められるとこれらの操車所は使用されなくなり、一部は撤去された。分岐器の自動操作には、車輪検知器（軌道回路）[10]またはトロリーコンタクター[11]による電車位置検知が用いられた。
- 北九州線・黒崎駅前停留場が、再開発ビル（コムシティ内）に移転し筑豊電鉄黒崎駅前駅と同居した期間は、わずか1年足らずだけであった。なお廃止後の北九州線ホームは筑豊電鉄線へ転用されている。
- 九州電気軌道によって建設された区間は新設軌道の割合が比較的高く、路線延長のうち本線で約2割、枝光線で約5割、戸畑線では約7割が新設軌道区間だった。新設軌道区間での最高速度は60km/hであり、また、本線の熊西以西と戸畑線の新設軌道区間では自動閉塞信号が設置され、高速運行に対応した設備となっていた。
- 地形の関係で、門司区内及び八幡東区内の区間では勾配区間が多かった。特に、本線の大蔵 - 上本町 - 中央町間は上本町を頂点とする40‰の急勾配区間であり[12]、下り勾配に入る前にはブレーキテストが行われていた。
- 本線の桟橋通 - 葛葉間の併用軌道は、国道3号線が狭隘な山腹を縫うように建設された区間にあり、道路幅員を4車線分（上下線の軌道敷と、両外側に各1車線）確保できず、軌道は道路の山側に偏って敷設された[9]。上り線側は軌道敷外側に辛うじて1車線分の幅があったものの、下り線側は軌道敷が道路路肩に面しており、軌道敷内を常時自動車が通行する状態だった。
- 本線の新町 - 赤坂間では、線路の敷設された国道3号線が手向山の下に掘削されたトンネルを通っていた。このトンネル区間は西鉄の全鉄軌道線を通じて唯一の山岳トンネル区間だった。
- 都心部を外れた区間では沿線に緑も多く、落葉の季節になると軌条面に落ちた落葉で空転や滑走の恐れを生じるため職員の手作業により落葉拾いが行われていた。1988年（昭和63年）の秋からは一部の電車の排障器にシュロ製の箒を取り付けて走行しながら落葉の除去を行うようにもなった[13]。
- 戸畑線は廃止後、専用軌道部分を道路舗装し、三六 - 小倉高校下（大門停留場と日明停留場の中間に位置）間を代替バスの専用道として利用した。2006年に並行する一般道（都市計画道路 日明渡船場線）の拡幅事業のためバス専用道は廃止された。

## 運行・ダイヤ

### 1973年9月時点
- 日中の系統は9系統、系統番号は実際には表示せず、内部の番号である[14]。また上記の通り、北方線は軌間が異なるため運行も独立していた。
  - 1：砂津 - 折尾 連接車（車掌乗務） 10分間隔
  - 2：門司 - 幸町 - 折尾 ボギー車（ワンマン） 15分間隔
  - 3：門司 - 戸畑 ボギー車（ワンマン） 30分間隔
  - 4：戸畑 - 折尾 ボギー車（ワンマン） 30分間隔
  - 5：砂津 - 幸町 - 中央町 - 門司 ボギー車（ワンマン） 15分間隔
  - 6：門司 - 中央町 - 戸畑 ボギー車（ワンマン） 30分間隔
  - 11：砂津 - 筑豊直方 連接車（車掌乗務） 15分間隔
  - 14：八幡駅前 - 筑豊直方 連接車（車掌乗務） 15分間隔
  - 20：魚町 - 北方 連接車（ラッシュ時のみボギー車も運行・共に車掌乗務） 5分間隔

### 1984年4月1日時点
- 北方線を除く全区間が健在で、昼間の運転系統は門司 - 到津車庫前、到津車庫前-折尾、門司- 戸畑、戸畑 - 折尾、砂津 - 幸町 - 中央町 - 折尾の5系統がそれぞれ10分間隔での運行で、どの区間でも2つの行先の電車が5分間隔で来るダイヤであった。この5系統はいずれもワンマンカーであった。その他、筑豊電鉄乗り入れ系統が黒崎駅前 - 筑豊電鉄線で、連接車による運行であった。
- 朝・夕は8系統となり、門司 - 砂津間を除く区間では連接車も運行されていた。なお、西鉄所有の3両連接車は朝ラッシュ時に、八幡駅前 - 筑豊電鉄線で運行されていた[15]。

### 1988年時点
- 砂津 - 折尾間の運行で、営業時間は朝5時15分から24時まで。朝3分、日中5分、夕4分間隔での運行（筑豊電気鉄道乗入系統を除く）[16]。

### 1993年時点
- 運行区間は、黒崎駅前 - 折尾間の専用軌道区間のみとなっていた。筑豊電鉄乗入系統を除き全列車が黒崎駅前 - 折尾間の運転で、途中折り返しはない。平日（月〜土）の朝ラッシュ時は5分間隔、それ以外は6分間隔、運行時間は5時15分から24時まで。平日の朝ラッシュ時はボギー車5両と連接車2本、それ以外はボギー車5両が使用される[17]。

### 1997年時点
- 黒崎駅前 - 折尾間の運行で、筑豊電鉄乗入系統を除き平日（月〜土）108往復、休日88往復。折尾発黒崎車庫前行、黒崎駅前発黒崎車庫前行の区間運転もあり。日中12分間隔、平日の朝夕ラッシュ時は6〜8分間隔で運行。平日の朝ラッシュ時の9往復のみ連接車が使用されるが、第2・第4土曜日や夏休み、冬休み等にはボギー車で運行される[18]。

### 1999年3月29日から2000年11月25日まで（最終運行形態）
- 黒崎駅前 - 折尾間の運行で、1999年3月29日に最後のダイヤ改正が行われた[19]。筑豊電鉄乗入系統を除き日中は18分間隔、平日朝ラッシュ時は6分間隔、平日夕ラッシュ時は10分間隔、連接車の運行は中止となった。なお、西鉄所有の連接車は筑豊電鉄2100形と共通運用で、黒崎駅前 - 楠橋間を1往復のみの運行となっていた[20]。なお、2000年時点では西鉄公式サイト上で鉄道・バスの時刻検索が可能となっていたが、北九州線の時刻検索は対象外となっていた。

## その他

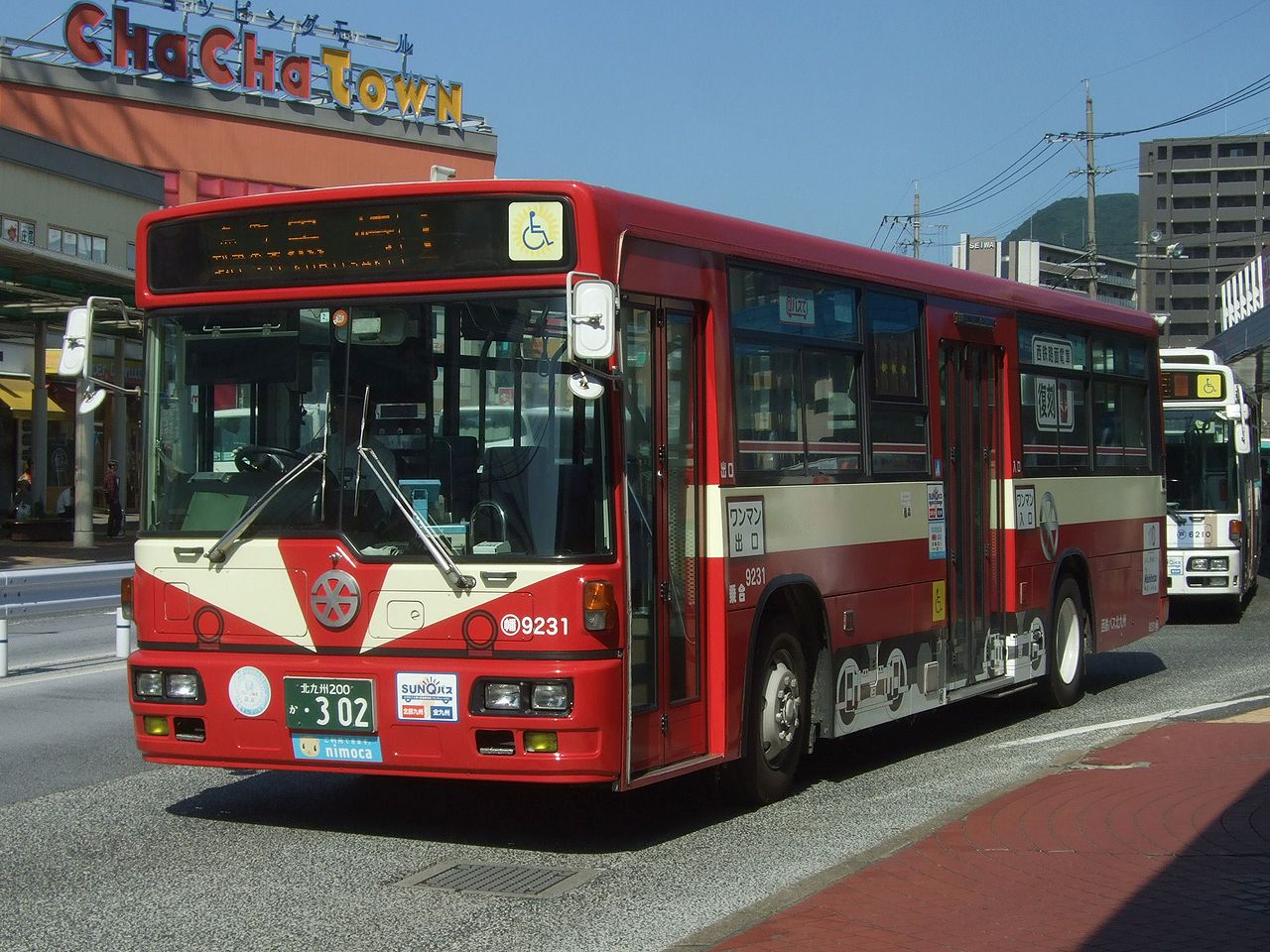
西鉄創立110周年記念として西鉄バス北九州で2018年5月27日より約1年間運行された北九州線カラーラッピングバス

- 「北九州」線と名乗るが、この名称は西鉄成立時（1942年）からのものであり、沿線の自治体が「北九州市」（1963年成立）となるよりも先んじている。北九州線が旧門司市・小倉市・戸畑市・八幡市といった北九州市の母体となった各自治体を結んでいたことで、沿線が一つの一大都市として発展し、北九州市成立への基礎を築いた。なお、全廃まで路線名は「北九州線」のままであり、「北九州市内線」は誤記である。
- 京都市電が今出川線・白川線・丸太町線を廃止した1976年4月1日から、1985年10月20日の部分廃止までは、日本最大の路面電車路線であった。
- 北方線廃止後に、西鉄から北九州高速鉄道（北九州モノレール）に移籍した社員もいた[21]。これは、北方線廃止の補償措置として、廃止に伴う余剰人員の移籍を西鉄が北九州高速鉄道に求め、認められたことによるものである。西鉄は北九州高速鉄道の株式も保有していた。
- 1992年に北九州線の大半が廃止された際、代替バス車両の開発を日産ディーゼル（現・UDトラックス）に依頼した。代替バスには、中型バスの全長を大型バス並みにした車両（日産ディーゼル・スペースランナーJP）が投入された。
- 1992年の北九州線廃止と同時に、鉄道線の天神大牟田線、宮地岳線（現・貝塚線）へ異動した乗務員もいたが、北九州自動車営業局（現・西鉄バス北九州）へ異動した乗務員もいた。